# شرکت اولیور تایپ‌رایتر
شرکت اولیور تایپ‌رایتر (انگلیسی: Oliver Typewriter Company) شرکت ماشین‌آلات آمریکایی است، که در سال ۱۸۹۵ تأسیس شد.